# Leukozidin
Leukozidin, engl. Leukocidin, (zusammengesetzt aus der Kurzform von Leukozyt altgriechisch λευκός leukós „weiß“ und altgriechisch κύτος kýtos „Höhlung“, „Hülle“, „Gefäß“ und lat. caedere „niederhauen“, „töten“) ist der Name für mehrere porenbildende Toxine, die vom Bakterium Staphylococcus aureus, dessen Phagen φPVL (von Panton-Valentine-Leukozidin), sowie vom Phagen φCTX von Pseudomonas aeruginosa gebildet werden.

## Eigenschaften
Das Protein Leukozidin aus Staphylococcus (veraltet γ-Hämolysin) besteht aus zwei Untereinheiten (Luk-F/Luk-S). Es zerstört Granulozyten und Makrophagen und führt so zu einer Immunevasion. Das Bakterium verhindert dadurch phagozytiert und eliminiert zu werden. Es ist einer der Virulenzfaktoren (krankmachende Eigenschaften) der Staphylococcus aureus-Stämme.
Die beiden Gene des Panton-Valentine-Leukozidins (Untereinheiten LukS-PV und LukF-PV, 33 bzw. 34 kDa) kommen in einem Prophagen in den Genomen der Mehrzahl der in der Gemeinschaft erworbenen MRSA-Stämmen (CA-MRSA) vor. Es lysiert Leukozyten, Monozyten und Makrophagen. Die Rolle des PVL in der Pathogenese von CA-MRSA-Infektionen wurde diskutiert. Eine Meta-Analyse konnte eine Korrelation von PVL bei Infektionen der Haut und des Weichteilgewebes mit Staphylokokken feststellen, PVL korrelierte jedoch nicht mit schwereren Verlaufsformen einer Infektion mit CA-MRSA. Das PVL ist vermutlich kein Virulenzfaktor bei CA-MRSA. Die unterschiedlichen Varianten des PVL sind vermutlich mehrfach unabhängig voneinander entstanden. Die S-Untereinheit ist strukturell mit α-Hämolysin verwandt.

## Geschichte
Die Eigenschaft der Leukozidine, Leukozyten zu lysieren, wurde erstmals 1894 von Van de Velde beschrieben. Das PVL wurde von Sir Philip Noel Panton und Francis Valentine im Jahr 1932 bei Infektionen des Weichteilgewebes beschrieben.